# Darkest Day
Darkest Day je osmi studijski album američkog death metal-sastava Obituary objavljen 30. lipnja 2009. godine. Ujedno je i njihov posljednji album s basistom Frankom Watkinsom i gitaristom Ralphom Santollom.

## Popis pjesama
Tekstovi: John Tardy, glazba: Trevor Peres i Donald Tardy.
| 1.    | »List of Dead«     | 3:34 |
| 2.    | »Blood to Give«    | 3:34 |
| 3.    | »Lost Inside«      | 3:55 |
| 4.    | »Outside My Head«  | 3:52 |
| 5.    | »Payback«          | 4:29 |
| 6.    | »Your Darkest Day« | 5:06 |
| 7.    | »This Life«        | 3:45 |
| 8.    | »See Me Now«       | 3:22 |
| 9.    | »Fields of Pain«   | 3:17 |
| 10.   | »Violent Dreams«   | 1:59 |
| 11.   | »Truth Be Told«    | 4:49 |
| 12.   | »Forces Realign«   | 4:37 |
| 13.   | »Left to Die«      | 6:20 |
| 52:39 |                    |      |

| Bonus pjesma u japanskom izdanju | Bonus pjesma u japanskom izdanju | Bonus pjesma u japanskom izdanju | Bonus pjesma u japanskom izdanju | Bonus pjesma u japanskom izdanju | Bonus pjesma u japanskom izdanju | Bonus pjesma u japanskom izdanju | Bonus pjesma u japanskom izdanju | Bonus pjesma u japanskom izdanju | Bonus pjesma u japanskom izdanju |
| Br.                              | Skladba                          | Trajanje                         |                                  |                                  |                                  |                                  |                                  |                                  |                                  |
| -------------------------------- | -------------------------------- | -------------------------------- | -------------------------------- | -------------------------------- | -------------------------------- | -------------------------------- | -------------------------------- | -------------------------------- | -------------------------------- |
| 14.                              | »Dragon Killer«                  | 4:12                             |                                  |                                  |                                  |                                  |                                  |                                  |                                  |
| 56:51                            |                                  |                                  |                                  |                                  |                                  |                                  |                                  |                                  |                                  |

## Izvođači
- John Tardy - vokali, tekstovi
- Trevor Peres - ritam-gitara, glazba, dizajn
- Ralph Santolla - solo-gitara
- Frank Watkins - bas-gitara
- Donald Tardy - bubnjevi

## Produkcijsko osoblje
- Andreas Marschall - omot
- Tim Turan - završna obrada za reprodukciju (mastering)
- Rudy de Doncker - slike
- Mark Prator - produkcija, snimanje, miksanje
- Silvia Nesi Jorge - slike (John Tardy)